# Nun (lletra)
La nun és la catorzena lletra de molts abjads (alfabets) semítics, incloent nun 𐤍 en fenici, nūn ܢ en siríac, nun נ en hebreu, nūn ن en àrab i nähas ነ en amhàric.
La nun està present en Unicode com a U+05E0 נ hebrew letter nun.

En fonètica nun representa el so /n/. 

## Origen
En fenici, nūn significava «peix» o «bèstia marina», d'on s'extreu la hipòtesi que es refereix a algun tipus d'animal marí, com per exemple, una anguila. En canvi el grafema protosinaític possiblement anomenat naḥš significava "serp". En arameu nun significa «serp», terme que en hebreu és nâħâš (נחש) i en àrab és ħanaš (حنش). La lletra fenícia 𐤍 (nun) deriva d'un dels jeroglífics egipcis que representa serp.
La lletra fenícia nun 𐤍 va donar lloc a la ni (Ν) grega, la N llatina i la Н ciríl·lica.
| egipci | protosinaític | fenici |
| ------ | ------------- | ------ |
| 𓆓      |               | 𐤍      |

## Alfabet àrab
En alfabet àrab aquesta lletra es diu نون ['nuːn] (nūn). És la vint-i-cinquena lletra de l'alfabet àrab (catorzena amb un valor de 50 en l'ordre abjadí). És una lletra lletra solar. Prové, per via dels alfabets nabateu i arameu, de la lletra fenícia nun.
| fenici | arameu | siríac | nabateu | àrab |
| ------ | ------ | ------ | ------- | ---- |
| 𐤍      | 𐡍      | ܢܢ     |         | ﻥ    |

| Aïllada | Final | Medial | Inicial |
| ﻥ       | ـﻦ    | ـﻨ     | ﻧ       |

La nūn es lliga a la següent lletra de la paraula. També ho fa amb la precedent, sempre que aquesta no sigui àlif, dāl, ḏāl, rā, zāy o wāw, que mai no es lliguen a la lletra posterior.

### Representació, transcripció i transliteració
Viquipèdia proposta de transcriure i transliterar la nūn amb la lletra N.
Nūn es translitera com a N al SATTS i a l'alfabet de xat àrab.
A la representació Unicode, nūn ocupa el punt U+0646 amb el nom ARABIC LETTER NOON.
A la codificació ISO 8859-6, el punt e6.
Com a entitat HTML, es codifica com a &#1606;

## Alfabet hebreu
En hebreu s'escriu com a נ, nom complet en hebreu és נוּן i transcrit com a Nun.
| Variants normals | Variants normals | Variants normals |
| Quadrada         | Manuscrita       | Raixí            |
| ---------------- | ---------------- | ---------------- |
| נ                | Manuscrita       | Raixí            |

La lletra נ o nun és la catorzena lletra de l'alfabet hebreu. També pren el valor numèric de cinquanta. La forma final pren el valor de 700 tot i que aquest ús no és gaire comú. S'empra generalment la taw i la xin (400+300). Prové, per via de l'alfabet arameu de la lletra fenícia nun.

### Pronunciació
Representa el so de la nasal alveolar sonora transliterat com a /n/

### Forma final
La nun és una de les cinc lletres (les altres cinc són: caf, mem, pe i tsade) de l'alfabet hebreu que presenten una forma final.
| Variants finals | Variants finals | Variants finals |
| Quadrada        | Manuscrita      | Raixí           |
| --------------- | --------------- | --------------- |
| ן               | Manuscrita      | Raixí           |

### Simbolisme
En el llenguatge simbòlic la nun representa la fidelitat de l'ànima i sorgiment espiritual. Déu és fidel a la recompensa i fidel en el càstig. Nun representa l'ànima que s'anomena també "ner" (vela). És la llum celestial en l'ànima de l'home. Nun significa perpetuació i rejoveniment; fidelitat eterna.
Nun denota productivitat, multiplicitat, interpretada com a caiguda i salvació simultània. Nun en si mateixa implica esperança, redempció i eventual futura resurrecció, llum en la foscor, esperit al cos. Propagació, descendència.
El valor numèric de nun és 50 que s'interpreta segons Moisès qui va dir que hi ha "49 portes de la intel·ligència" que han de ser traspassades, però la porta 50 "Ein Sof" (l'etern) es va mantenir tancada. La nun és descrita segons el llibre Zohar com la continuació/completació de la zain. També es pot veure en nun dues iod en contraposició. En el Tanakh la nun està coronada per tres "taguín" (corones).

## Alfabet siríac
| Madnḫaya | Serṭo | Esṭrangela | Unicode |
| -------- | ----- | ---------- | ------- |
|          |       |            | ܢ       |
| Nun      | Nun   | Nun        | Nūn     |

En alfabet siríac, la tretzena lletra és ܢ (en siríac clàssic: ܢܘܢ - nūn). El valor numèric de la nūn és 50. Prové, per via de l'alfabet arameu de la lletra fenícia nun.

### Traç
| Forma aïllada | Forma inicial |
| ------------- | ------------- |
| ܢ             | ܢܢ            |
|               |               |

El traç de la nūn al principi del mot és ܢܢ, per exemple en el mot ܢܵܘܝܼܵܢ (centre, central, mig, mitjà) o en el mot ܢܘܿܢ (peix). En canvi quan està al final del mot, o quan és aïllada és ܢ .

### Fonètica
Representa el so /n/.

## Alfabet amhàric
En alfabet amhàric aquesta lletra es diu ነሐስ (nähas). És la dotzena lletra de l'alfabet amhàric. De la lletra ነ (nähas) prové la lletra ኘ (nya). El seu valor numèric és 50, en amhàric ፶. Nähas prové, per via de l'alfabet sud-aràbic del jeroglífic egipci I10.
| I10 | Nun | Nähas | Nya |
| --- | --- | ----- | --- |
| 𓆓   | 𐩬   | ነ     | ኘ   |

Nähas representa el so /n/.
Nya representa el so /ɲ/.

### Ús
L'alfabet amhàric és una abugida on cada símbol correspon a una combinació vocal + consonant, és a dir, hi ha un símbol bàsic al qual s'afegeixen símbols per marcar la vocal. Les modificacions de la ነ (nähas) i ኘ (nya) són les següents:
| nä [nə] | nu | ni | na | ne | nə [nɨ], ∅ | no | nʷa |
| ------- | -- | -- | -- | -- | ---------- | -- | --- |
| ነ       | ኑ  | ኒ  | ና  | ኔ  | ን          | ኖ  | ኗ   |

| ɲä [ɲə] | ɲu | ɲi | ɲa | ɲe | ɲə [ɲɨ], ∅ | ɲo | ɲʷa |
| ------- | -- | -- | -- | -- | ---------- | -- | --- |
| ኘ       | ኙ  | ኚ  | ኛ  | ኜ  | ኝ          | ኞ  | ኟ   |

## Jeroglífic egipci
Quan aquest jeroglífic és un fonograma es pronuncia com a [n]. El jeroglífic representa ones d'aigua. Determinatiu per a indicar el temps passat.
Abreviatura de per a, de, per (Gardiner G35).

## En altres alfabets
| Arameu     | Siríac  | Samarità | Ugarític | Fenici |
| ---------- | ------- | -------- | -------- | ------ |
| 𐡍          | ܢ       | ࠍ        | 𐎐        | 𐤍      |
| Sud-aràbic | Amhàric | Àrab     | Hebreu   |        |
| 𐩬          | ነ       | ﻥ        | נ        |        |